# Rusko na Letních olympijských hrách 2016
Rusko na Letních olympijských hrách 2016 v Riu reprezentovalo 286 sportovců ve 23 sportech. Největší zastoupení mělo v plavání (37) a volejbale (30). Původně mělo Rusko nasadit dalších 111 sportovců, celé třetině ruského týmu však nebylo umožněno startovat na základě odhalení státem organizovaného dopingu.

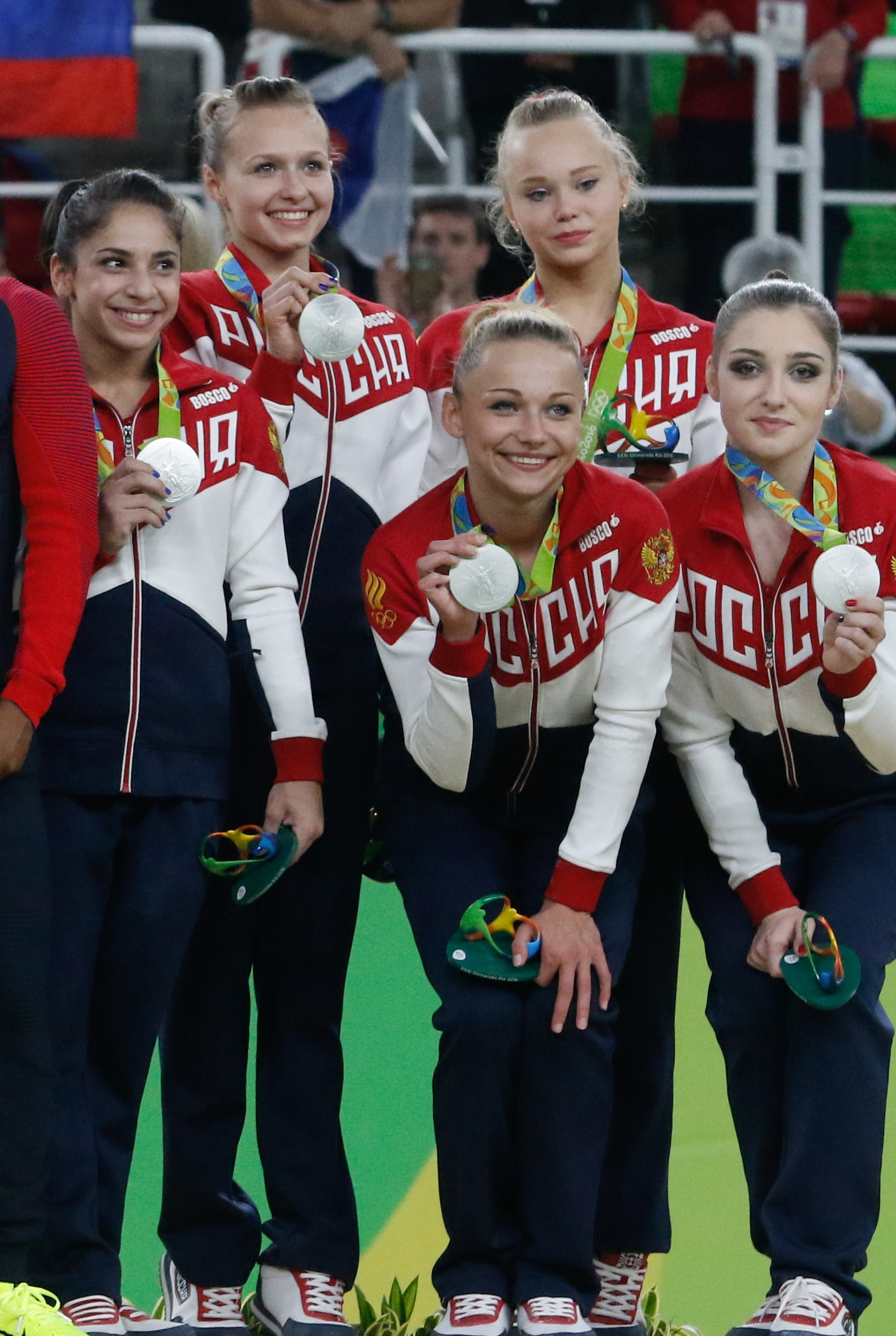
Ruské gymnastky vybojovaly stříbro ve víceboji družstev

## Medailisté
| Medaile | Jméno sportovce | Sport                   | Disciplína                    |
| ------- | --- | ----------------------- | ----------------------------- |
| Zlato   | Beslan Mudranov | Judo                    | do 60 kg                      |
| Zlato   | Jana Jegorjanová | Šerm                    | šavle                         |
| Zlato   | Chasan Chalmurzajev | Judo                    | do 81 kg                      |
| Zlato   | Inna Deriglazovová | Šerm                    | fleret                        |
| Zlato   | Artur Achmatchuzin Alexej Čeremisinov Timur Safin | Šerm                    | fleret - týmy                 |
| Zlato   | Jekatěrina Ďjačenková Julija Gavrilovová Jana Jegorjanová Sofja Veliká | Šerm                    | družstvo šavle                |
| Zlato   | Jekatěrina Makarovová Jelena Vesninová | Tenis                   | Ženská čtyřhra                |
| Zlato   | Alija Mustafinová | Sportovní gymnastika    | bradla                        |
| Zlato   | Roman Vlasov | Zápas                   | Muži řecko-římský do 75 kg    |
| Zlato   | Davit Čakvetadze | Zápas                   | Muži řecko-římský do 85 kg    |
| Zlato   | Jevgenij Tiščenko | Box                     | do 91 kg                      |
| Zlato   | Natalja Iščenková Světlana Romašinová | Synchronizované plavání | dvojice                       |
| Zlato   | Natalja Iščenková Světlana Romašinová Vlada Čigirjovová Světlana Kolesničenko Alexandra Packevičová Alla Šiškina Marija Šuročkina Gelena Topilina Jelena Prokofjevová | Synchronizované plavání | týmy                          |
| Zlato   | Anna Sedojkinová Polina Kuzněcovová Darja Dmitrijevová Anna Seňová Olga Akopjanová Anna Vjachirevová Marina Sudakovová Vladlena Bobrovnikovová Viktorija Žilinskaitė Jekatěrina Marennikovová Irina Bliznovová Jekatěrina Iljinová Maja Petrovová Taťjana Jerochinová Viktorija Kalininová | Házená                  | Turnaj žen                    |
| Zlato   | Abdulrašid Sadulajev | Zápas                   | Muži volný styl 86 kg         |
| Zlato   | Margarita Mamunová | Moderní gymnastika      | Ženy jednotlivkyně            |
| Zlato   | Alexandr Lesun | Moderní pětiboj         | Muži                          |
| Zlato   | Vera Biriukova Anastasia Bliznyuk Anastasia Maksimova Anastasiia Tatareva Maria Tolkacheva | Moderní gymnastika      | Ženy společné skladby         |
| Zlato   | Soslan Ramonov | Zápas                   | Muži volný styl 65 kg         |
| Stříbro | Vitalina Bacaraškinová | Sportovní střelba       | 10 m vzduchová puška          |
| Stříbro | Tujana Dašidoržijevová Ksenia Perova Inna Stěpanovová | Lukostřelba             | týmy                          |
| Stříbro | Sofja Veliká | Šerm                    | šavle                         |
| Stříbro | Děnis Abljazin David Běljavskij Nikolaj Kuksenkov Nikita Nagornyj Ivan Stretovič | Sportovní gymnastika    | týmy                          |
| Stříbro | Julija Jefimovová | Plavání                 | 100 m znak                    |
| Stříbro | Angelina Melnikovová Alija Mustafinová Marija Paseka Darja Spiridonová Seda Tutchaljanová | Sportovní gymnastika    | týmy                          |
| Stříbro | Olga Zabělinská | Cyklistika              | časovka                       |
| Stříbro | Julija Jefimovová | Plavání                 | 200 m znak                    |
| Stříbro | Darja Šmeljovová Anastasija Vojnovová | Cyklistika              | sprint - týmy                 |
| Stříbro | Sergej Kamenskij | Sportovní střelba       | 50 m libovolně 3×40           |
| Stříbro | Marija Paseka | Gymnastika              | přeskok                       |
| Stříbro | Děnis Abljazin | Sportovní gymnastika    | kůň                           |
| Stříbro | Valerija Koblovová | Zápas                   | Ženy volný styl do 58 kg      |
| Stříbro | Natalja Vorobjovová | Zápas                   | Ženy volný styl do 69 kg      |
| Stříbro | Alexej Děnisenko | Taekwondo               | do 68 kg                      |
| Stříbro | Aniuar Gedujev | Zápas                   | Muži volný styl 74 kg         |
| Stříbro | Jana Kudrjavcevová | Moderní gymnastika      | Ženy jednotlivkyně            |
| Stříbro | Misha Aloyan | Box                     | Muži Muší váha (– 52 kg)      |
| Bronz   | Natalja Kuzjutinová | Judo                    | do 52 kg                      |
| Bronz   | Timur Safin | Šerm                    | fleret                        |
| Bronz   | Vladimir Maslennikov | Sportovní střelba       | 10 m vzduchová puška          |
| Bronz   | Anton Čupkov | Plavání                 | 200 m prsa                    |
| Bronz   | Olga Kočněvová Violetta Kolobovová Taťjana Logunovová Ljubov Šutovová | Šerm                    | družstvo kord                 |
| Bronz   | Alija Mustafinová | Sportovní gymnastika    | víceboj – jednotlivci         |
| Bronz   | Jevgenij Rylov | Plavání                 | 200 m znak                    |
| Bronz   | Kirill Grigorjan | Sportovní střelba       | 50 m libovolně 60 ran vleže   |
| Bronz   | Stefanija Jelfutinová | Jachting                | RS:X                          |
| Bronz   | Děnis Dmitrijev | Cyklistika              | sprint                        |
| Bronz   | Děnis Abljazin | Sportovní gymnastika    | kruhy                         |
| Bronz   | Sergej Semenov | Zápas                   | Muži řecko-římský nad 130 kg  |
| Bronz   | Roman Anoškin | Kanoistika              | K-1 1000 m                    |
| Bronz   | David Běljavskij | Sportovní gymnastika    | bradla                        |
| Bronz   | Anastasija Běljakovová | Box                     | do 60 kg                      |
| Bronz   | Vladimir Nikitin | Box                     | do 56 kg                      |
| Bronz   | Jekatěrina Bukinová | Zápas                   | Ženy volný styl do 75 kg      |
| Bronz   | Marija Borisovová Naděžda Glyzinová Olga Gorbunovová Anna Griňovová Jevgenija Ivanovová Elvins Karimovová Anna Karnauchová Jekatěrina Lisunovová Jekatěrina Prokofjevová Anastasija Simanovič Jevgenija Sobolevová Anna Timofejevová Anna Usťuchina                                        | Vodní pólo              | ženy                          |
| Bronz   | Vitaly Dunaytsev | Box                     | Muži Velterová váha (– 64 kg) |

## Dopingový skandál
V listopadu 2015 Světová antidopingová agentura (WADA) vydala zprávu o systematickém dopingu v ruské atletice, za hlavní viníky byly označeny Marija Savinovová, Jekatěrina Poistogovová, Kristina Ugarovová, Anastasija Bazdyrevová a Taťjana Mjazinová.
V červnu 2016 rada IAAF rozhodla o zákazu startu všech ruských atletů. Několik ruských atletů požádala o výjimku, ale Mezinárodní sportovní arbitráž (CAS) v červenci jejich odvolání zamítla s výjimkou dálkařky Darje Klišinové a běžkyně Julie Stěpanovové.
Mezinárodní olympijský výbor také hrozil vyloučením celému ruskému olympijskému týmu. Ten však nakonec vyloučen nebyl. Pouze bylo přijato opatření, že na hry nesmí nominovat Rusko žádného sportovce, který v minulosti dostal trest za doping. Později však došlo k vyloučení kompletního ruského paralymijského týmu.